# NGC 7057
NGC 7057 este o galaxie eliptică situată în constelația Microscopul. A fost descoperită în 2 septembrie 1836 de către John Herschel. Se află la o distanță de 53,95 de megaparseci de Pământ.